# Acacia rostellata
Acacia rostellata là một loài thực vật có hoa trong họ Đậu. Loài này được Maslin miêu tả khoa học đầu tiên.
Đây là loài bản địa vùng Wheatbelt, Goldfields-Esperance và Great South của Tây Úc. 
Cây bụi thấp, lan rộng thường phát triển đến chiều cao 0,1 đến 0,5 mét (0 đến 2 ft). Hoa nở từ tháng 8 đến tháng 11, hoa màu vàng xanh lá cây.